# Just Göbel

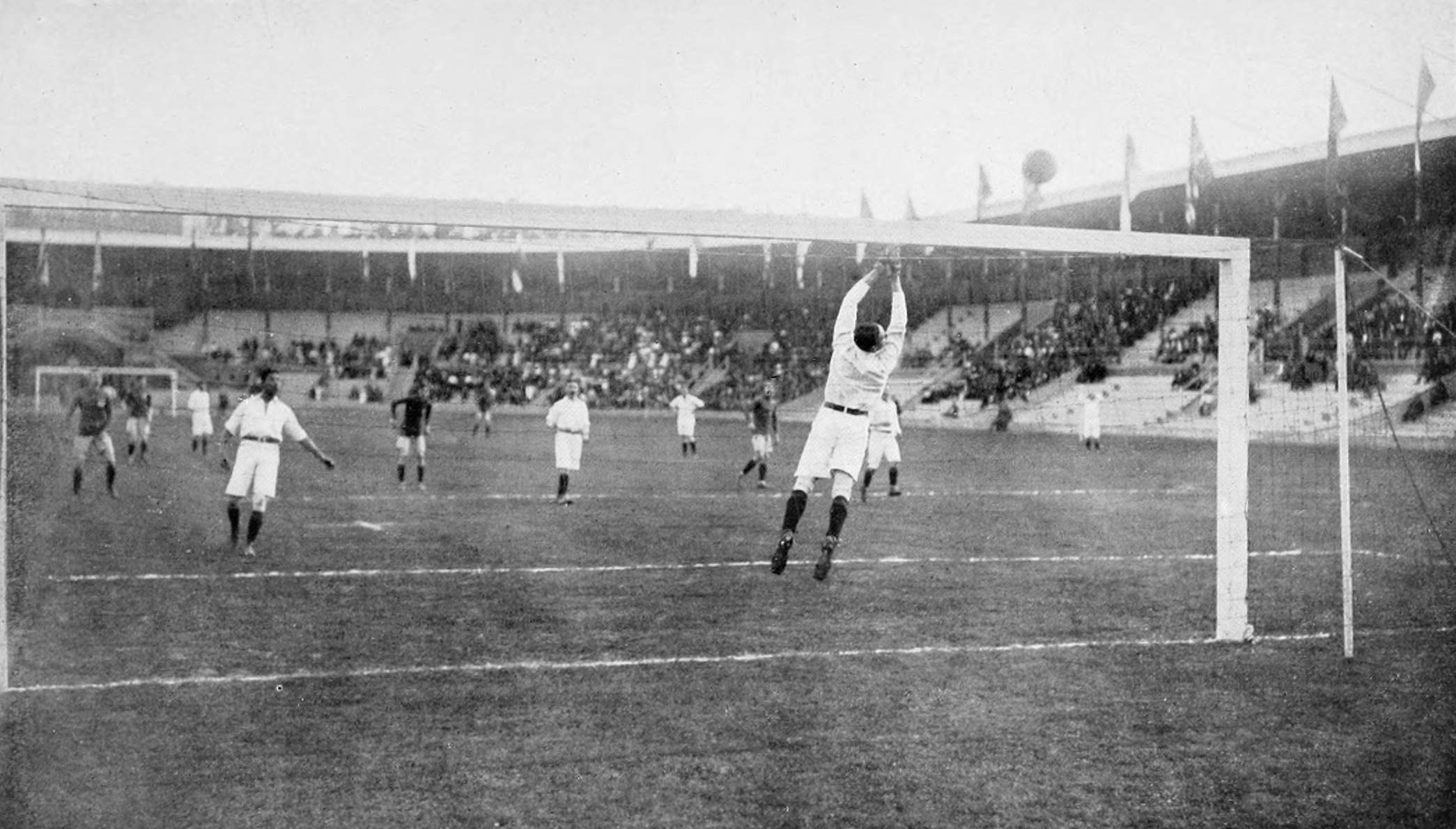
Parade von Just Göbel im Spiel gegen Schweden bei den Olympischen Spielen 1912

Marius Jan „Just“ Göbel (* 21. November 1891 in Surabaya; † 5. Mai 1984 in Ede) war ein niederländischer Fußballspieler. 
Göbel spielte in den Niederlanden für Vitesse Arnheim. Der Torwart bestritt außerdem zwischen 1911 und 1919 22 Länderspiele für die niederländische Nationalmannschaft. Bei den Olympischen Spielen 1912 holte er mit der Landesauswahl die Bronzemedaille im Fußballturnier.